# Regiment Verbindingstroepen

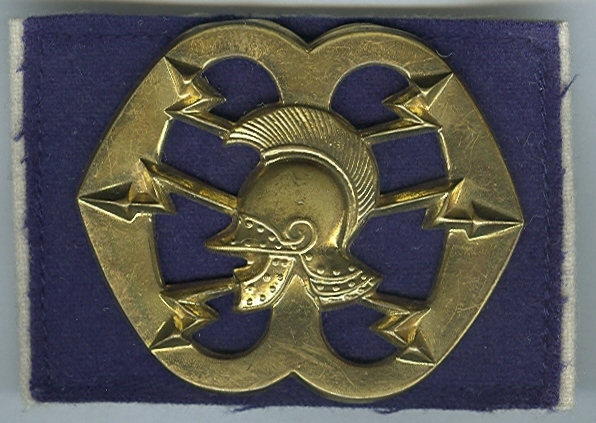
Das Barettemblem des Regiment Verbindingstroepen zeigt einen antiken Helm mit daraus austretenden Fernmeldeblitzen.

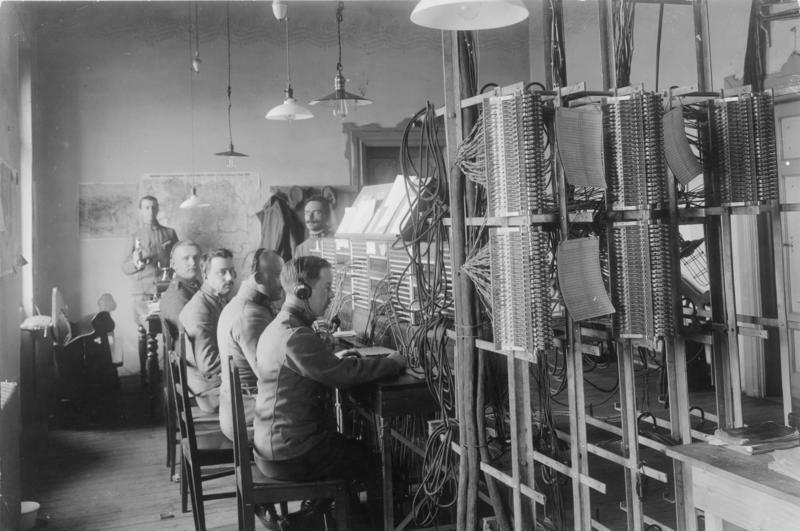
Historische militärische Fernsprechvermittlungsstelle, die den Ursprung des niederländischen Begriffs Verbindingstroepen erkennen lässt.

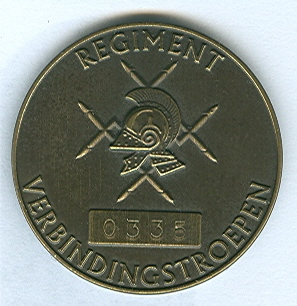
Solch eine (nummerierte) Medaille wird vom Regimentskommandeur an im Regiment Verbindingstroepen dienende Personen verliehen.

Das Regiment Verbindingstroepen (deutsch wörtlich „Regiment Verbindungstruppen“) stellt die Fernmeldetruppe der Koninklijke Landmacht dar, also des Heeres der Königlich Niederländischen Streitkräfte.

## Auftrag
Neben den klassischen Aufgaben einer Fernmeldetruppe, wie Herstellung und Aufrechterhaltung der militärisch benötigten Nachrichtenverbindungen, besteht eine spezielle Aufgabe des niederländischen Fernmelderegiments in der elektronischen Kampfführung. Hierzu gehören militärische Maßnahmen, die passiv gegnerische elektromagnetische Ausstrahlungen zu erfassen und zu deuten versuchen, sowie aktiv die elektromagnetischen Aktivitäten des Gegners, wie Funkverkehr oder Radar-Erkundung, täuschen oder stören sollen.

## Geschichte
Historisch haben sich die Verbindingstroepen aus den Genietruppen entwickelt, also der Truppengattung, die zur Ausführung aller im Feld- und Festungskrieg vorkommenden technischen Arbeiten bestimmt war; heute wird dies zumeist durch Pioniertruppen erledigt. Im niederländischen Heer wurde am 18. Februar 1874 eine erste Feldtelegrafie-Abteilung gegründet. Nach dem Zweiten Weltkrieg, am 1. Mai 1949, entstand daraus ein unabhängiges Regiment, das noch heute existiert.
Das Motto der Verbindingstroepen lautet auf Latein Nuntius Transmittendus (deutsch sinngemäß „Die Meldung muss durchkommen“).

## Historische Sammlung
In Nachfolge des ursprünglichen Museums Verbindingsdienst unterhält das Regiment Verbindingstroepen seit dem 18. Februar 2015 in der Bernhardkaserne (benannt nach Prinz Bernhard) in Amersfoort eine Ausstellung von Fernmelde-Exponaten, genannt Historische Collectie Verbindingsdienst (deutsch „Historische Fernmeldesammlung“).